# BGM-75 AICBM
Il BGM-75 AICB (Advanced Intercontinental Ballistic Missile, ovvero Missile Balistico Intercontinentale Avanzato), conosciuto anche con i nomi di Weapons System 120A (WS-120A) e ZBGM-75, era un programma relativo allo sviluppo di un missile balistico intercontinentale proposto dalla United States Air Force nella seconda metà degli anni sessanta. Tuttavia, i fondi necessari al programma non furono mai stanziati ed il progetto venne cancellato entro lo stesso decennio.

## Storia

### Sviluppo
Avviato nel 1966, il progetto Weapons System 120A AICBM doveva servire a dare un successore all'ICBM LGM-30 Minuteman nelle forze armate statunitensi. Il programma venne lanciato ufficialmente nell'aprile di quell'anno, e in giugno il progetto venne designato ZBGM-75, con la lettera Z che indicava la fase di progettazione.
La specifica per il sistema d'arma ZBGM-75 verteva su un missile di grandi dimensioni, spinto da un motore a propellente solido, ed equipaggiato con un numero di testate multiple MIRV compreso tra 10 e 20. Il nuovo missile avrebbe dovuto essere alloggiato in silos corazzati, che avrebbero dovuto essere dieci volte più resistenti rispetto a quelli allora esistenti ed utilizzati per i Minuteman. Inoltre, vi erano anche dei piani per sviluppare una versione dell'AICBM lanciabile da piattaforma ferroviaria. Miglioramenti nella precisione, uniti ad una maggiore capacità di penetrazione, avrebbero permesso a questo missile di superare tutti i sistemi ABM allora esistenti o in progettazione in Unione Sovietica

### Cancellazione
Nel 1967, prima ancora che ogni formale richiesta fosse inoltrata all'industria del Paese, il Segretario della Difesa Robert McNamara rifiutò di approvare lo stanziamento di fondi necessario al programma AICBM: lo sviluppo dei silos corazzati continuò, in modo che potessero essere utilizzati dai sistemi Minuteman allora in servizio, ma il missile venne cancellato. Se il WS-120A fosse stato finanziato, era previsto che si arrivasse all'operatività del BGM-75 nel 1973.
Dopo la cancellazione di questo sistema, non si parlò più di sviluppare nuovi missili balistici intercontinentali fino al 1972, anno in cui fu avviato il progetto M-X che sarebbe poi diventato l'LGM-118 Peacekeeper. Entrato in servizio negli anni ottanta, il Peacekeeper fu radiato nel 2005: in questo modo, il Minuteman è in pratica sopravvissuto ad entrambi i modelli che avrebbero dovuto sostituirlo.